# Hrabstwo Washington (Nebraska)
Hrabstwo Washington (ang. Washington County) – hrabstwo w stanie Nebraska w Stanach Zjednoczonych. Obszar całkowity hrabstwa obejmuje powierzchnię 393,197 mil2 (1 018,38 km²). Według danych z 2010 r. hrabstwo miało 20 234 mieszkańców. Hrabstwo powstało w 1854 roku i nosi imię Jerzego Waszyngtona - pierwszego prezydenta Stanów Zjednoczonych.

## Sąsiednie hrabstwa
- Hrabstwo Burt (północ)
- Hrabstwo Harrison (Iowa) (północny wschód)
- Hrabstwo Pottawattamie (Iowa) (południowy wschód)
- Hrabstwo Douglas (południe)
- Hrabstwo Dodge (zachód)

## Miasta
- Blair
- Fort Calhoun

## Wioski
- Fontanelle (CDP)
- Arlington
- Herman
- Kennard
- Washington